# いず型巡視船 (初代)
いず型巡視船（いずがたじゅんしせん、英語: Izu-class patrol vessels）は、海上保安庁が運用していた巡視船の船級。

## 来歴
1965年、台風第29号の急転および急激な発達によって、アグリハン島付近で台風避泊を行っていた日本の遠洋カツオ・マグロ漁船団のうち、6隻が沈没、1隻が座礁大破し、死亡及び行方不明者209人を出すというマリアナ海域漁船集団遭難事件が発生した。これは台風の強さ・針路が天気予報と大きく異なったことが原因であると考えられた。これを契機に、南洋で巡航しながらの気象観測・救難任務を目的として建造されたのが本型であり、昭和41・42年度計画で各1隻が建造された。

## 設計
船型は船首楼型とされているが、船首楼は全長のほぼ3分の1におよぶ長さであった。船体は鋼製で、耐氷構造とされていた。また復原性向上のため、船体内外に1組ずつフリューム式の減揺水槽を備えていた。
主機関は、低出力の巡航機（計1,600馬力）と大出力の高速機（計10,400馬力）という2種類のディーゼルエンジンを切り替えて使用するCODOD方式が採用された。このうち、高速機についてはSEMT ピルスティク系の12PC2V中速ディーゼルエンジンともされている。高速機では24.6ノット、巡航機では14.5ノットを発揮でき、また巡航機のみを使用した場合は14,500海里という長大な航続距離を誇った。
上記の経緯から、竣工時は後部上部構造物に気象レーダーを備えていた。その巨大なレドームは外見上の大きな特徴となったが、昭和53年度に撤去された。一方、当初は非武装であったが、新海洋秩序時代の到来にあわせて、昭和52年度に40mm単装機銃を搭載した。また船隊指揮船としての運用も考慮されたことから、船橋構造物内には巡視船初のOIC室が設けられていた。

## 同型船

### 一覧表
| 計画年度 | 船番 | 船名   | 造船所           | 進水       | 就役/配属替え | 配属部署・管区  | 解役          | 備考 |
| -------- | ---- | ------ | ---------------- | ---------- | ------------- | --------------- | ------------- | --- |
| 昭和41年 | PL31 | いず   | 日立造船向島工場 | 1967年1月  | 1967年7月31日 | 横浜 (第三管区) | 1997年8月14日 | 1978年（昭和53年）5月～1981年（昭和56年）の間、海上保安学校における総合乗船実習（約1週間連続航海実習）時に同校に派遣され、実習船として使用された。                                   |
| 昭和42年 | PL32 | みうら | 日立造船舞鶴工場 | 1968年11月 | 1969年3月15日 | 横浜 (第三管区) | 1998年9月21日 | 1978年（昭和53年）5月～1981年（昭和56年）の間、海上保安学校における総合乗船実習（約1週間連続航海実習）時に同校に派遣され、実習船として使用された。                                   |
| 昭和42年 | PL32 | みうら | 日立造船舞鶴工場 | 1968年11月 | 1993年3月25日 | 舞鶴 (第八管区) | 1998年9月21日 | 1993年（平成5年）4月～1998年（平成10年）9月21日まで舞鶴保安部から海上保安学校に通年派遣され、前船「いさづ」の練習船業務を引き継いだ。 1998年（平成10年）「みうら」の就役に伴い解役。 |

### 運用史
本型は、ヘリコプター搭載大型巡視船（PLH）が登場するまでの約10年間、海上保安庁最大の新造巡視船として活躍した。また「みうら」は、1993年から解役までの間、海上保安学校の練習船を兼務しており、これは同船を襲名した3,000トン型巡視船によって引き継がれた。